# Melanips microcerus
Melanips microcerus är en stekelart som först beskrevs av Jean-Jacques Kieffer 1903.  Melanips microcerus ingår i släktet Melanips, och familjen glattsteklar. Arten är reproducerande i Sverige.